# شهرستان کیلمارسکی
شهرستان کیلمارسکی (به لاتین: Kilemarsky District) یک شهرستان در روسیه است که در ماری ال واقع شده‌است.